# Kanton Pont-de-Roide
Pont-de-Roide is een voormalig kanton van het Franse departement Doubs. Het kanton maakte deel uit van het arrondissement Montbéliard. Het werd opgeheven bij decreet van 25 februari 2014 met uitwerking op 22 maart 2015.

## Gemeenten
Het kanton Pont-de-Roide omvatte de volgende gemeenten:
- Berche
- Bourguignon
- Colombier-Fontaine
- Dambelin
- Dampierre-sur-le-Doubs
- Écot
- Étouvans
- Feule
- Goux-lès-Dambelin
- Mathay
- Neuchâtel-Urtière
- Noirefontaine
- Péseux
- Pont-de-Roide (hoofdplaats)
- Rémondans-Vaivre
- Rosières-sur-Barbèche
- Solemont
- Valonne
- Vernois-lès-Belvoir
- Villars-sous-Dampjoux
- Villars-sous-Écot